# Caspar Abel
Caspar Abel (1676-1763) (* Hindenburg, 14 de Julho de 1676 - Westdorf, perto de Aschersleben, 11 de Janeiro de 1763) foi teólogo, pregador, poeta e historiador alemão. Foi autor de obras históricas, satíricas e poéticas.

## Biografia
Seu pai, Joachim Abel (1642-1710), era ministro protestante. Estudou teologia na Universidade de Halle.
Em 1696 foi professor e reitor em "Osterburg", e em 1698 entrou como professor da Escola de St John's em Halberstadt, cargo que manteve durante mais de vinte anos. Depois, estudou na escola de São Martim em Brunswick, e na Universidade de Helmstedt (1696), onde pretendia se formar em direito, mas foi obrigado a se tornar pastor (1718) da Igreja de São Jorge, em Westdorf, perto de Aschersleben, cargo que ele ocupou até a sua morte em 11 de Janeiro de 1763. Chegou a produzir mais de trinta e duas obras.
Uma obra sobre a monarquia do mundo antigo foi considerada primordial por Gottfried Wilhelm Leibniz em razão dos pontos de vista ali enunciados, que o mesmo chegou a induzir o autor a publicar uma edição em latim: "Historia monarchiarum Orbis antiqui", 1718.
De 1748 a 1764 ele foi auxiliado por Johann Gottfried Bürger (1706-1764), pai do poeta alemão Gottfried August Bürger.

## Obras
- Jubelfest des Brandenburgischen Unterthanen. 1700
- Abbildung eines rechtschaffenen Predigers. 1710
- Historia monarchiarum Orbis antiqui. Leipzig/Stendal 1718
- Die hülflose Sassine. 1735-36
- (Tradução) Publius Ovidius Naso: Epistolae Heroidum oder Brieffe der Heldinnen. Leipzig 1704
- Preussische und Brandenburgische Staats-Historie.  Leipzig u. Stendal 1710, 2 vols.
- "Preußische und Brandenburgische Reichs- und Staatsgeographie", 1711, 2 volumes, adições em 1747.
- Stifts-, Stadt- und Landchronik des jetzigen Fürstentums Halberstadt, (Crônica sobre o principado de Halberstadt), Bernburg, 1754. Para escrever esta obra ele se baseou nas Crônicas de Halberstadt, escritas pelo sacerdote Johann Winnigstedt (1500-1569).
- Drei plattdeutsche Satiren. (Três sátiras em baixo alemão) Munique, 1891
- (Tradução) Auserlesene Satirische Gedichte ... Poemas satíricos extraídos de traduções das sátiras de Boileau (1729-32) e de Horatio.  Quedlinburg 1704, 1723.
- Teutsche und Sächsische Alterthümer.  (Antiguidades Teutônicas e Saxônicas) Braunschweig 1729-32, 3 vols.
- Hebräische Alterthümer, ("Antiguidades Hebraicas"), Abel, Kaspar, Leipzig, 1736